# Con le nuvole
Con le nuvole è un singolo della cantautrice italiana Emma, pubblicato il 24 settembre 2010 come primo estratto dal primo album in studio A me piace così.

## Descrizione
Il brano è stato scritto da Roberto Casalino e composto da quest'ultimo con Dardust.

## Video musicale
Il video, diretto da Roberto Saku Cinardi, è stato reso disponibile il 15 ottobre 2010 e vede come protagonista la sola cantante, intenta ad interpretare la canzone in una città ricreata attraverso scenografie sagomate.

## Tracce
Testi di Roberto Casalino, musiche di Roberto Casalino e Dario Faini.
1. Con le nuvole – 3:28

## Classifiche
| Classifica (2010) | Posizione massima |
| ----------------- | ----------------- |
| Italia            | 16                |